# TV Gelnhausen
Der Turnverein 1861 Gelnhausen e. V. ist ein 1861 gegründeter deutscher Sportverein aus Gelnhausen, der die Sportarten Handball, Leichtathletik, Turnen, Gymnastik, Boxen und Aikido anbietet.

## Handball
Die erste Herrenmannschaft spielt in der Saison 2023/2024 in der 3. Liga Staffel Süd-West. Der größte Vereinserfolg war die Teilnahme an der 2. Handball-Bundesliga von 1988–1993 und 2002–2007. In der Saison 24/25 belegte der TVG den 2. Platz in der 3. Liga Staffel Süd-West und qualifizierte sich für die Aufstiegsrunde zur 2. Bundesliga. Dort scheiterte man im Halbfinale an Eintracht Hildesheim. Seit 2001 ist Sergej Budanow in der Abteilung als Headcoach, sportlicher Leiter, Konzeptkoordinator und Trainerausbilder tätig. Im Jahr 2023 wurde die Großsporthalle in Rudi-Lechleidner-Halle unbenannt. Rodney "Rudi" Lechleidner war der bedeutendste Handballer beim TV Gelnhausen und erster schwarzer Nationalspieler Deutschlands.

### Bekannte ehemalige Handballer
- Mirza Čehajić
- Jerzy Garpiel
- Christian Hildebrand
- Anders Indset
- Marek Kordowiecki
- Hans Peter Motzfeldt-Kyed
- Jonas Müller
- Michael Paul
- Louis Rack
- Ulrich Schaus
- Nikolai Weber
- Jörg Zereike
- Rodney Lechleidner

## Leichtathletik
Die Abteilung Leichtathletik war vor allem in den 1980er und 1990er Jahren sehr erfolgreich. 1985 und 1986 richtete der Verein ein Sportfest mit internationaler Beteiligung aus. 1986, 1992, 1994 war Gelnhausen Austragungsort von Meisterschaften der Jugend und der Senioren; im Jahr 2019 von solchen der Jugend.

### Bekannte ehemalige Leichtathleten
- Iris Biba-Pöschl
- Edgar Itt
- Karin Lix
- Ute Lix
- Irina Mikitenko
- Harald Schmid[4]
- Amona Schneeweis[5]
- Karlo Seck[6]
- Anthony Viel[7]